# 西田達三
西田 達三（にした たつぞう、1980年 - ）は、日本の男性アニメーター。

## 来歴
実家は蒔絵師の家系。東映アニメーション研究所を経て、東映アニメーションに入社。
山下高明の弟子として共に同じ作品へ参加する事が多い。

## 主な参加作品

### テレビアニメ
- エアマスター （2003年） #13・#15・#16・#18・#20・#21・#23・#26原画
- 金色のガッシュベル!! （2003年-2006年） #32・#35原画、OP原画
- ゾイドフューザーズ （2004年） OPED原画
- 冒険王ビィト エクセリオン （2005年-2006年） OP原画
- 交響詩篇エウレカセブン （2005年-2006年） #27原画
- 蟲師 （2005年-2006年） #21原画
- ガイキング LEGEND OF DAIKU-MARYU （2005年-2006年） #13作画監督・#1・#4・#13・#21・#28・#38原画、OP原画
- 出ましたっ!パワパフガールズZ （2006年-2007年） #7原画
- 桜蘭高校ホスト部 （2006年） #25原画
- ケモノヅメ （2006年） #8原画
- 祝!(ハピ☆ラキ)ビックリマン （2006年） #29・#34原画、OP原画
- 電脳コイル （2007年） #11・#26原画
- モノノ怪 （2007年） #1・#5・#12原画
- ドラゴノーツ -ザ・レゾナンス- （2007年） #1・#25原画
- ゲゲゲの鬼太郎 （2007年-2009年） #39原画
- はたらキッズ マイハム組 （2007年-2008年） #31原画
- うみものがたり 〜あなたがいてくれたコト〜 （2009年） #11第二原画
- 世紀末オカルト学院 （2010年） OP原画
- 黒執事II （2010年） OP原画
- 探検ドリランド （2012年） #1原画
- スペース☆ダンディ （2014年） #10原画

### OVA
- Re:キューティーハニー （2004年） #3原画
- トップをねらえ2! （2004年-2006年） #6第二原画
- 火の鳥 エデンの宙（2023年） キャラクターデザイン、総作画監督

### 劇場映画
- ONE PIECEシリーズ
  - ONE PIECE THE MOVIE デッドエンドの冒険 （2003年） 作画協力
  - ONE PIECE 呪われた聖剣 （2004年） 原画
  - ONE PIECE THE MOVIE オマツリ男爵と秘密の島 （2005年） 原画
  - ONE PIECE エピソードオブアラバスタ 砂漠の王女と海賊たち （2007年） 作画監督補佐
  - ONE PIECE THE MOVIE エピソードオブチョッパー+ 冬に咲く、奇跡の桜 （2008年） 原画
- 金色のガッシュベル!! 101番目の魔物 （2004年） 原画
- 金色のガッシュベル!! メカバルカンの来襲 （2005年） 原画
- プリキュアシリーズ
  - 映画 ふたりはプリキュア Max Heart （2005年） 原画
  - 映画 プリキュアミラクルリープ みんなとの不思議な1日（2020年）原画
- 劇場版 鋼の錬金術師 シャンバラを征く者 （2005年） 原画
- 映画ドラえもん のび太の恐竜2006 （2006年） 原画
- 鉄コン筋クリート （2006年） 原画
- 細田守監督作品
  - 時をかける少女 （2006年） 原画
  - サマーウォーズ （2009年） アクション作画監督、原画
  - おおかみこどもの雨と雪 （2012年） 原画
  - バケモノの子 （2015年） 作画監督
- デジモンセイバーズ THE MOVIE 究極パワー！バーストモード発動 （2006年） 原画
- スカイ・クロラ The Sky Crawlers （2008年） 原画
- ももへの手紙 （2012年） 原画
- 虹色ほたる 〜永遠の夏休み〜 （2012年） 原画
- かぐや姫の物語 （2013年） 原画
- LUPIN THE IIIRD 血煙の石川五ェ門（2017年） 原画
- 海獣の子供（2019年）筆頭原画